# Eilean an Tighe
Eilean an Tighe är en ö i Storbritannien.   Den ligger i kommunen Yttre Hebriderna och riksdelen Skottland, i den nordvästra delen av landet, 800 km nordväst om huvudstaden London. Arean är 2,1 kvadratkilometer.
Terrängen på Eilean an Tighe är platt. Öns högsta punkt är 148 meter över havet. Den sträcker sig 2,9 kilometer i nord-sydlig riktning, och 2,1 kilometer i öst-västlig riktning.